# Mammut (mastodont)
Mammut is een geslacht van uitgestorven slurfdieren die ook wel mastodonten worden genoemd. Mammut kwam voor in zowel Noord- als Zuid-Amerika van ruim 4 miljoen tot ongeveer 10.000 jaar geleden. De laatste Mammut-populaties kwamen voor in Zuid-Amerika, zo'n 9000 jaar geleden, mogelijk nog recenter, waar ze een tijdlang naast mensen leefden. Er zijn zeven soorten ontdekt waarvan de bekendste Mammut americanum was, die tevens de laatste soort was. Alle Mammut-soorten waren olifantachtige dieren die van bladeren leefden. Sommige soorten waren wolharig, terwijl andere dat waarschijnlijk niet waren. Het geslacht Mammut behoort tot een groep slurfdieren waartoe ook de geslachten Gomphotherium, Anancus en Stegodontidae behoren.

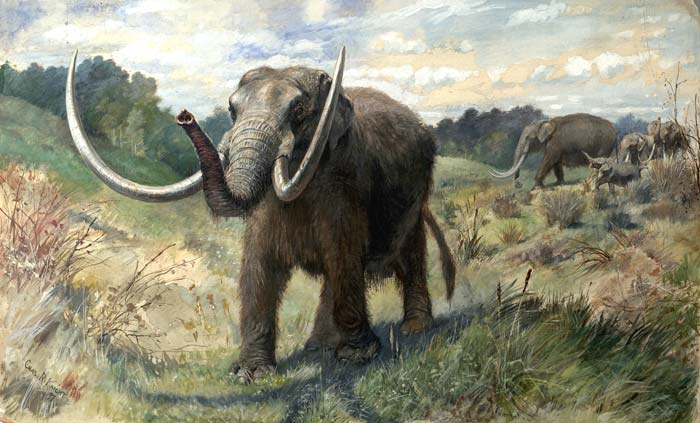
Mastodont
(1897), Charles R. Knight

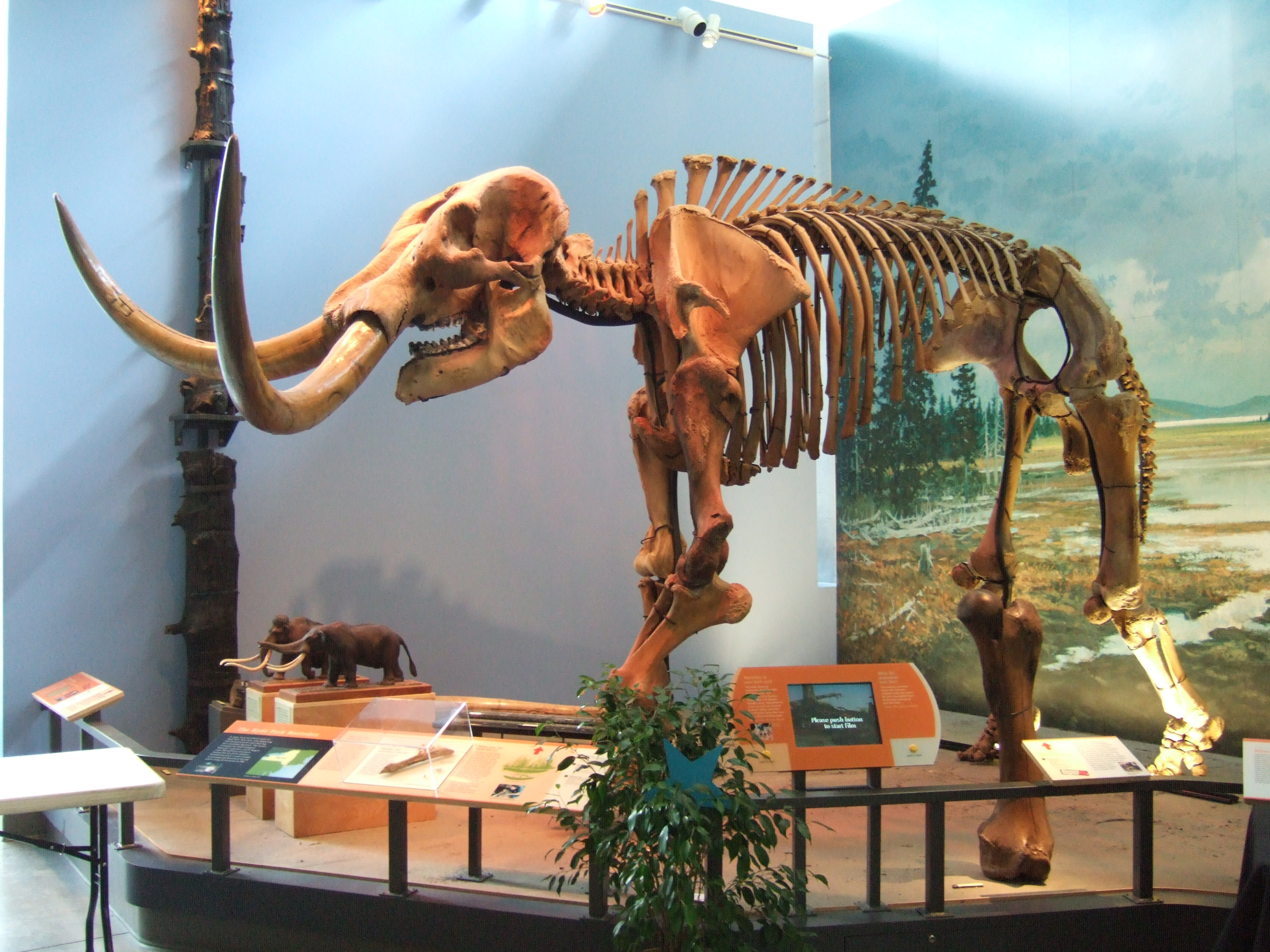
Mastodontskelet in Museum of the Earth, Ithaca (New York)

## Algemeen
De schouderhoogte van een mastodont kon drie meter bedragen. De groep kende verscheidene soorten, zo waren er soorten met twee slagtanden maar ook soorten met vier slagtanden. Mastodonten bereikten hun bloeitijd in het jonge Tertiair. De mastodont was geen nauwe verwant van de olifant en de mammoet (geslacht Mammuthus), maar leek er wel op. De voorouders van de mastodonten ontstonden waarschijnlijk zo'n 20 tot 30 miljoen jaar geleden in Afrika. In het huidige Egypte zijn fossiele overblijfselen van mastodonten gevonden, evenals in Bolivia, Engeland, Duitsland, Nederland, Noord-Amerika en Roemenië.

### Mammoet versus mastodont
De oudste fossielen van mammoeten dateren uit het Plioceen en zijn 3 à 4 miljoen jaar oud. Mammoeten hadden kiezen die meer geschikt waren voor gras, mastodonten meer voor bladeren en andere planten. Mammoeten hadden twee vingerachtige uitsteeksels aan de voor- en achterkant van het uiteinde van hun slurf; van mastodonten is niet bekend hoe hun slurf eruitzag. Mammoeten hadden van voor naar achter een sterk naar beneden aflopende rug, meer dan mastodonten. Mammoeten hadden negentien paar ribben, net als moderne Afrikaanse olifanten; mastodonten hadden er twintig. De mammoet had een wat bredere kop met een enkele bult erop, net als een Aziatische olifant. Mastodonten hadden slagtanden van vergelijkbare lengte als Afrikaanse olifanten; bij mammoeten konden ze wel een meter langer worden. Zowel mastodonten als mammoeten kwamen in Noord-Amerika voor, tot ongeveer 10.000 jaar geleden. De laatste Mammut-populaties kwamen voor in Zuid-Amerika, zo'n 9000 jaar geleden, mogelijk nog recenter.

## Leefgebied
Terwijl de mammoet de steppen en graslanden opzocht, had de mastodont juist voorkeur voor de beschutte zomen van de woudgebieden om daar planten te eten. De Amerikaanse mastodont (Mammut americanum) leefde tijdens het Laat-Pleistoceen (40.000-10.000 jaar geleden) in Noord-Amerika, totdat hij door de mens, die daar toen voor het eerst aankwam, werd uitgeroeid.

## Gedrag
Volgens Amerikaans onderzoek hebben er felle gevechten plaatsgevonden tussen deze dikhuiden, tot dusver beschouwd als vreedzame planteneters. Sommige van de onderzochte dieren legden in de strijd het loodje, zo wordt geconcludeerd uit de vondst van verbrijzelde schedeldelen.

## Versteend ivoor
Als overblijfsel van de slagtanden van de mastodonten wordt vaak odontoliet gevonden; een blauw (of cyaan) mineraal dat koper bevat. Het woord odontoliet is afgeleid van de Griekse woorden odon en lithos; 'tand' en 'steen'. Het is gefossiliseerd ivoor, van mastodonten of mammoeten. De organische oorsprong van odontoliet is vaak nog te zien aan de structuur. Andere mineralen als apatiet en calciet kunnen het ivoor vervangen hebben.

## Taalgebruik
In het taalgebruik wordt 'mastodont' ook overdrachtelijk gebruikt voor een groot gevaarte of een groot persoon. Hiermee wordt verwezen naar de grootte van de dieren. Mastodont wordt in het taalgebruik ook pejoratief gebruikt om te refereren aan het feit dat het een uitgestorven diersoort is. Dus een groot en belangrijk dier, maar niet meer van deze tijd.
Tevens wordt 'mastodont' figuratief gebruikt om personen aan te duiden die niet met de tijd meegaan en dogmatisch aan oude ideeën blijven vasthouden. Ook hierbij geldt dat de vergelijking pejoratief van aard is.